# Spiritisme (parapsychologie)
Spiritisme is zowel een religie als een reeks technieken.
In parapsychologische context is het spiritisme echter een verklaringsmodel voor bepaalde verschijnselen.
Fenomenen als bijna-doodervaringen, automatisch schrift, ouijabord en andere, kunnen op verschillende manieren worden verklaard.
De parapsychologie onderscheidt hierin alvast twee verklaringshypothesen:
- De spiritistische hypothese wil deze verschijnselen verklaren vanuit gene zijde of de wereld van de overledenen.
- De animistische hypothese meent dat deze verschijnselen worden veroorzaakt door onbewuste lagen van de persoonlijkheid van de proefpersoon zelf.